# Setto nasale
Il setto nasale è una  lamina osteo-cartilaginea che costituisce la parete mediale delle cavità nasali.

## Anatomia macroscopica
Il setto nasale rappresenta la struttura di sostegno mediale del naso esterno. Divide le due cavità nasali ed è formato da una porzione antero-inferiore cartilaginea e da una porzione postero-inferiore ossea. In particolare è composto da:
- Posteriormente dalla lamina perpendicolare dell'osso etmoide nella porzione superiore e dal vomere nella porzione posteriore.
- Anteriormente dalla cartilagine del setto che costituisce il sostegno per  la porzione inferiore del naso esterno.

La porzione antero-inferiore viene definita parte mobile del setto (o sottosetto) e termina in corrispondenza della radice del filtro nasale slargandosi alle due estremità e dividendo le due narici; in questa porzione (4-5 cm al di sopra del condotto incisivo) è spesso possibile identificare un piccolo diverticolo a fondo cieco della mucosa che rappresenta il rudimento dell'organo vomeronasale (di Jacobson) presente in alcuni vertebrati in cui ha funzione olfattoria.
Il setto è spesso fisiologicamente asimmetrico, con deviazione verso un lato fino al possibile contatto con la parete mediale della superficie laterale delle cavità nasali.

### Vascolarizzazione
In corrispondenza della volta (porzione antero-superiore) il setto è irrorato dai rami mediali dell'arteria etmoidale anteriore. La porzione medio-superiore è invece irrorata dai rami perforanti che originano dall'arteria etmoidale posteriore, ramo dell'arteria carotide interna. La porzione postero-inferiore è irrorata dai rami terminali mediali dell'arteria sfeno-palatina; questi si anastomizza con i rami dell'arteria palatina maggiore che irrora la porzione medio-inferiore. Una piccola arteria, arteria del sottosetto, si anastomizza con la rete capillare (plesso di Little) che origina dai rami terminali dell'arteria etmoidale anteriore in una zona definita locus Valsalvae. Il locus Valsalvae, in relazione all'intensa vascolarizzazione, è particolarmente soggetto a sanguinamento. Si trova ad un centimetro dal pavimento e a 2 centimetri dall'apertura delle narici.

## Anatomia microscopica
Il setto nasale è rivestito dalla mucosa della cavità nasale, un epitelio di tipo respiratorio, adeso per interposizione della membrana basale, alle strutture osteo-cartilaginee.

## Ematoma del setto nasale
L'ematoma del setto nasale consiste nella formazione di una raccolta ematica tra cartilagine e pericondrio; si tratta abitualmente di un ematoma bilaterale, perché la cartilagine del setto presenta fissazioni che consentono la diffusione dell'ematoma al versante controlaterale; si forma in genere come conseguenza di traumi, anche lievi, più raramente può essere una conseguenza di emopatie, soprattutto deficit di fattori della cascata coagulativa. L'ematoma del setto tende ad accrescersi lentamente, e la sintomatologia è conseguentemente tardiva: segue all'ostruzione nasale e si presenta come difficoltà respiratoria di variabile entità. All'esame obiettivo, vediamo lo slargamento della metà inferiore del dorso del naso, e la mucosa settale ci appare rigonfia e violacea. Il riassorbimento spontaneo è un'evenienza rara, più spesso l'ematoma esita nella formazione di setti fibrosi che ispessiscono il setto causando stenosi delle coane. È anche possibile che si verifichi una sovrainfezione della raccolta ematica che, in un tessuto vascolare come la cartilagine, conduce ad ascessualizzazione e necrosi. La terapia consiste quindi nel drenaggio dell'ematoma, che deve essere seguito dalla compressione con tamponi finalizzata alla prevenzione delle recidive.

## Immagini correlate

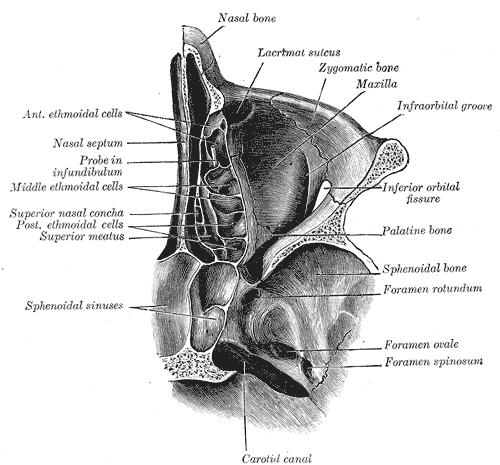
Sezione trasversale che mostra il setto, le cavità nasali, le cellule etmoidali e le cavità orbitarie
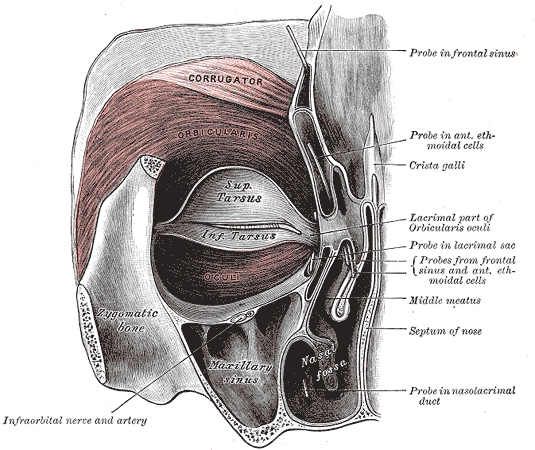
Sezione frontale che mostra il setto e la cavità nasale e orbitaria sinistra
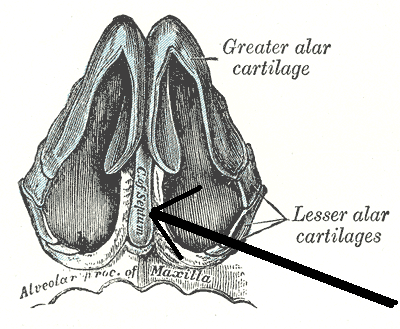
Cartilage che costituisce il sottosetto, vista dal basso.
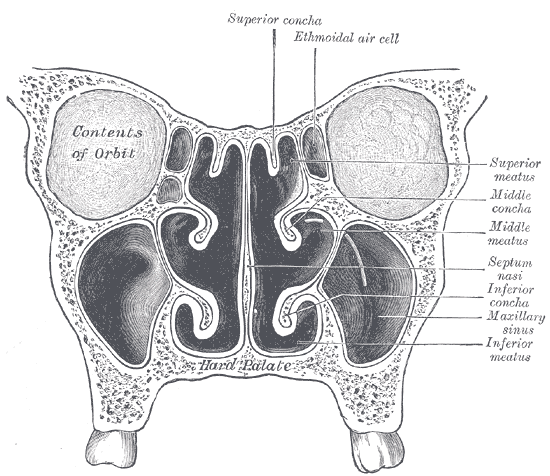
Cavità nasali, setto e turbinati; sezione frontale.
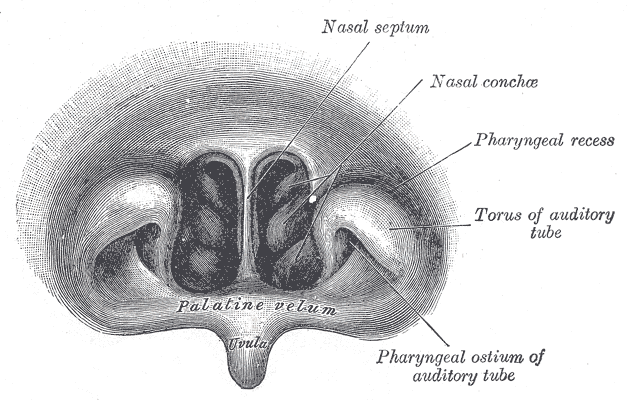
Ricostruzione di reperto di rinoscopia posteriore che permette di individuale il setto e la coda dei turbinati medio ed inferiore.
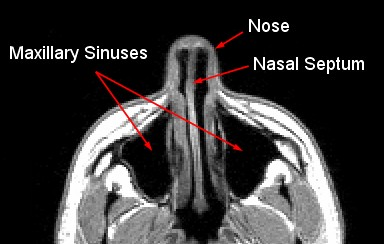
Immagine di risonanza magnetica nucleare, scansione trasversale. Si noti l'asimmetria del setto, le cavità nasali e i seni mascellari.
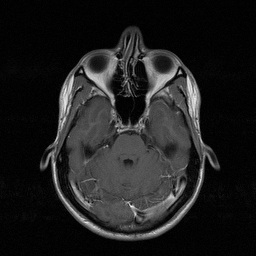
Immagine di risonanza magnetica nucleare, scansione trasversale. Si noti la deviazione verso destra del setto.